# Glen Sather
Glen Cameron Sather, född 2 september 1943 i High River, Alberta, är sportdirektör och president för NHL-laget New York Rangers. Sather är även en före detta ishockeyspelare och ishockeytränare.
Som spelare representerade Glen Sather Boston Bruins, Pittsburgh Penguins, New York Rangers, St. Louis Blues, Montreal Canadiens och Minnesota North Stars i NHL samt Edmonton Oilers i WHA. Som tränare vann Sather fyra Stanley Cup med Edmonton Oilers på 1980-talet med stjärnspelaren Wayne Gretzky i spetsen. Han tränade även New York Rangers säsongerna 2002–03 och 2003–04.

## Statistik

### Spelare
| 1964–65    | Memphis Wings         | CPHL       | 69  | 19 | 29  | 48  | 98  | —  | — | — | — | —  |
| 1965–66    | Oklahoma City Blazers | CPHL       | 64  | 13 | 12  | 25  | 76  | 9  | 4 | 4 | 8 | 14 |
| 1966–67    | Oklahoma City Blazers | CPHL       | 57  | 14 | 19  | 33  | 147 | 11 | 2 | 6 | 8 | 45 |
| 1966–67    | Boston Bruins         | NHL        | 5   | 0  | 0   | 0   | 0   | —  | — | — | — | —  |
| 1967–68    | Boston Bruins         | NHL        | 65  | 8  | 12  | 20  | 34  | 3  | 0 | 0 | 0 | 0  |
| 1968–69    | Boston Bruins         | NHL        | 76  | 4  | 11  | 15  | 67  | 10 | 0 | 0 | 0 | 18 |
| 1969–70    | Pittsburgh Penguins   | NHL        | 76  | 12 | 14  | 26  | 114 | 10 | 0 | 2 | 2 | 17 |
| 1970–71    | Pittsburgh Penguins   | NHL        | 46  | 8  | 3   | 11  | 96  | —  | — | — | — | —  |
| 1970–71    | New York Rangers      | NHL        | 31  | 2  | 0   | 2   | 52  | 13 | 0 | 1 | 1 | 18 |
| 1971–72    | New York Rangers      | NHL        | 76  | 5  | 9   | 14  | 77  | 16 | 0 | 1 | 1 | 22 |
| 1972–73    | New York Rangers      | NHL        | 77  | 11 | 15  | 26  | 64  | 9  | 0 | 0 | 0 | 7  |
| 1973–74    | New York Rangers      | NHL        | 2   | 0  | 0   | 0   | 0   | —  | — | — | — | —  |
| 1973–74    | St. Louis Blues       | NHL        | 69  | 15 | 29  | 44  | 82  | —  | — | — | — | —  |
| 1974–75    | Montreal Canadiens    | NHL        | 63  | 6  | 9   | 15  | 44  | 11 | 1 | 1 | 2 | 4  |
| 1975–76    | Minnesota North Stars | NHL        | 72  | 9  | 10  | 19  | 94  | —  | — | — | — | —  |
| 1976–77    | Edmonton Oilers       | WHA        | 81  | 19 | 34  | 53  | 77  | 5  | 1 | 1 | 2 | 2  |
| WHA totalt | WHA totalt            | WHA totalt | 81  | 19 | 34  | 53  | 77  | 5  | 1 | 1 | 2 | 2  |
| NHL totalt | NHL totalt            | NHL totalt | 658 | 80 | 112 | 192 | 724 | 72 | 1 | 5 | 6 | 86 |

## Tränare
M = Matcher, V = Vinster, F = Förluster, O = Oavgjorda, ÖF = Förluster på övertid, P = Poäng, S% = Segerprocent
| Lag                     | År                      | Grundserie | Grundserie | Grundserie | Grundserie | Grundserie | Grundserie | Grundserie              | Slutspel | Slutspel | Slutspel | Slutspel                  |
| Lag                     | År                      | M          | V          | F          | O          | ÖF         | P          | Resultat                | V        | F        | S%       | Resultat                  |
| ----------------------- | ----------------------- | ---------- | ---------- | ---------- | ---------- | ---------- | ---------- | ----------------------- | -------- | -------- | -------- | ------------------------- |
| Edmonton Oilers         | 1976–77                 | 18         | 9          | 7          | 2          | –          | (20)       | 4:a i WHA West          | 1        | 4        | .200     | Förlorade i första rundan |
| Edmonton Oilers         | 1977–78                 | 80         | 38         | 39         | 3          | –          | 79         | 5:a i WHA West          | 1        | 4        | .200     | Förlorade i första rundan |
| Edmonton Oilers         | 1978–79                 | 80         | 48         | 30         | 2          | –          | 98         | 1:a i WHA West          | 6        | 7        | .462     | Förlorade i finalen       |
| Edmonton Oilers         | 1979–80                 | 80         | 28         | 39         | 13         | –          | 69         | 4:a i Smythe Division   | 0        | 3        | .000     | Förlorade i första rundan |
| Edmonton Oilers         | 1980–81                 | 62         | 25         | 26         | 11         | –          | 74         | 3:a i Smythe Division   | 5        | 4        | .556     | Förlorade i andra rundan  |
| Edmonton Oilers         | 1981–82                 | 80         | 48         | 17         | 15         | –          | 111        | 1:a i Smythe Division   | 2        | 3        | .400     | Förlorade i första rundan |
| Edmonton Oilers         | 1982–83                 | 80         | 47         | 21         | 12         | –          | 106        | 1:a i Smythe Division   | 11       | 5        | .689     | Förlorade i finalen       |
| Edmonton Oilers         | 1983–84                 | 80         | 57         | 18         | 5          | –          | 119        | 1:a i Smythe Division   | 15       | 4        | .789     | Vann Stanley Cup          |
| Edmonton Oilers         | 1984–85                 | 80         | 49         | 20         | 11         | –          | 109        | 1:a i Smythe Division   | 15       | 3        | .833     | Vann Stanley Cup          |
| Edmonton Oilers         | 1985–86                 | 80         | 56         | 17         | 7          | –          | 119        | 1:a i Smythe Division   | 6        | 4        | .600     | Förlorade i andra rundan  |
| Edmonton Oilers         | 1986–87                 | 80         | 50         | 24         | 6          | –          | 106        | 1:a i Smythe Division   | 16       | 5        | .762     | Vann Stanley Cup          |
| Edmonton Oilers         | 1987–88                 | 80         | 44         | 25         | 11         | –          | 99         | 2:a i Smythe Division   | 16       | 2        | .889     | Vann Stanley Cup          |
| Edmonton Oilers         | 1988–89                 | 80         | 38         | 34         | 8          | –          | 84         | 3:a i Smythe Division   | 3        | 4        | .429     | Förlorade i första rundan |
| Edmonton Oilers         | 1993–94                 | 60         | 22         | 27         | 11         | –          | 55         | 6:a i Pacific Division  | –        | –        | –        | Missade slutspel          |
| WHA totalt              | WHA totalt              | 160        | 86         | 69         | 5          | 0          |            |                         |          |          |          |                           |
| Edmonton Oilers totalt  | Edmonton Oilers totalt  | 842        | 464        | 268        | 110        | 0          |            |                         |          |          |          |                           |
| New York Rangers        | 2002–03                 | 28         | 11         | 10         | 4          | 3          | 29         | 4:a i Atlantic Division | –        | –        | –        | Missade slutspel          |
| New York Rangers        | 2003–04                 | 62         | 22         | 29         | 7          | 4          | 55         | 4:a i Atlantic Division | –        | –        | –        | Missade slutspel          |
| New York Rangers totalt | New York Rangers totalt | 90         | 33         | 39         | 11         | 7          |            |                         |          |          |          |                           |
| NHL totalt              | NHL totalt              | 932        | 497        | 307        | 121        | 7          |            |                         |          |          |          |                           |